# 주앙 카를루스 테이셰이라
주앙 카를루스 빌라사 테이셰이라(포르투갈어: João Carlos Vilaça Teixeira, 1993년 1월 18일, 포르투갈 브라가 ~ )는 포르투갈의 축구 선수로 흔히 주앙 테이셰이라로 불린다. 현재 중국 슈퍼리그의 상하이 선화에서 뛰고 있다.

틀:상하이 선화 선수 명단